# 결혼계약
《결혼계약》은 2016년 3월 5일부터 2016년 4월 24일까지 방영된 MBC 주말 특별기획 드라마이다.
한편, 이 작품의 본래 제목은 《100일의 아내》로 KBS 월화 미니시리즈로 검토 중이었으나 옥중화의 세트장 문제로 제작이 지연되자 MBC에서 판권을 급히 매입한 다음 MBC 주말드라마로 편성하였다.
아울러, 유이가 분한 강혜수 역은 엄정화, 최지우 등이 거론됐으나 가수 컴백 준비(엄정화), 영화 좋아해줘 출연(최지우) 등으로 고사했다.

## 줄거리
인생의 가치가 돈 뿐인 남자와 인생의 벼랑 끝에 선 여자가 극적인 관계로 만나 진정한 사랑의 의미를 찾아가는 과정을 밝고 경쾌하면서도 애절하게 그린 멜로드라마.

## 등장인물

### 주요 인물
- 이서진 : 한지훈(37세) 역 (아역 : 이건하) - 신생외식업체 프라미스의 본사 전략본부장
- 유이 : 강혜수(29세) 역 - 레스토랑 프라미스 조리사 보조

### 한지훈의 가족
- 김용건 : 한성국(70대 초반) 역 - 지훈과 정훈의 아버지, 한남식품의 실질적 오너이자 명예회장
- 박정수 : 윤선영(60대) 역 - 한 회장의 본처
- 이휘향 : 오미란(50대 후반) 역 - 지훈의 어머니
- 김영필 : 한정훈(39세) 역 - 지훈의 이복형, 한남식품의 상무이사 겸 식품사업부 기획조정실장

### 강혜수의 가족
- 신린아 : 차은성(7세) 역 - 혜수의 딸

### 레스토랑 프라미스
- 김광규 : 박호준(37세) 역 - 지훈의 친구, 총괄 매니저
- 이현걸 : 공수창(50대 초반) 역 - 조리장
- 표예진 : 현아라(24세) 역 - 서빙 알르바이트생

### 주변 인물
- 김유리 : 서나윤(33세) 역 - 지훈의 첫사랑, 하프 연주자
- 정경순 : 심영희(50대 후반) 역 - 은성의 할머니, 혜수의 시어머니
- 안지훈 : 조승주(27세) 역 - 영희의 먼 친척 조카, 혜수 어린 시절 이웃의 친한 동생
- 김소진 : 황주연(29세) 역 - 혜수의 고교 동창

### 그 외 인물
- 한갑수 : 승전병원 복지사 역
- 진선규 : 오미란의 주치의 역
- 옥주리
- 박명신 : 강혜수의 주치의 역
- 정인경
- 당현석
- 염현희
- 김난희
- 서주아
- 김민식

### 우정출연
- 백수련 (1화, 2화)
- 오대환 : 사채업자 역 (1화, 2화)
- 요요미 : 강희진 역 (6화, 12화)
- 정혜성 : 한지훈의 전 여자 친구 역 (1화)
- 민복기 : 오미란의 오빠 역 (3화, 4화, 10화, 11화, 14화, 15화)
- 임성민 : (9화)

## 시청률
최저 시청률과 최고 시청률은 시청률 조사회사와 지역별로 시청률에 차이가 있을 수 있습니다.
| 2016년      | 2016년      | 2016년         | 2016년       | 2016년         | 2016년       |
| 회차        | 방송일      | TNmS 시청률    | TNmS 시청률  | AGB 시청률     | AGB 시청률   |
| 회차        | 방송일      | 대한민국(전국) | 서울(수도권) | 대한민국(전국) | 서울(수도권) |
| ----------- | ----------- | -------------- | ------------ | -------------- | ------------ |
| 제1회       | 3월 5일     | 17.3%          | 18.4%        | 17.2%          | 18.2%        |
| 제2회       | 3월 6일     | 17.1%          | 18.5%        | 18.0%          | 19.3%        |
| 제3회       | 3월 12일    | 16.6%          | 17.0%        | 17.3%          | 19.5%        |
| 제4회       | 3월 13일    | 17.4%          | 17.9%        | 17.8%          | 19.6%        |
| 제5회       | 3월 19일    | 17.0%          | 18.2%        | 18.0%          | 19.7%        |
| 제6회       | 3월 20일    | 17.9%          | 18.4%        | 19.3%          | 20.6%        |
| 제7회       | 3월 26일    | 16.1%          | 17.3%        | 18.4%          | 20.3%        |
| 제8회       | 3월 27일    | 18.5%          | 19.8%        | 20.4%          | 22.4%        |
| 제9회       | 4월 2일     | 18.0%          | 19.6%        | 18.9%          | 20.7%        |
| 제10회      | 4월 3일     | 18.4%          | 20.6%        | 22.0%          | 24.6%        |
| 제11회      | 4월 9일     | 17.0%          | 19.0%        | 20.6%          | 22.4%        |
| 제12회      | 4월 10일    | 18.1%          | 18.7%        | 22.9%          | 25.4%        |
| 제13회      | 4월 16일    | 17.1%          | 18.4%        | 19.6%          | 21.5%        |
| 제14회      | 4월 17일    | 19.0%          | 20.1%        | 21.3%          | 23.4%        |
| 제15회      | 4월 23일    | 18.0%          | 18.7%        | 19.3%          | 21.5%        |
| 제16회      | 4월 24일    | 20.3%          | 22.8%        | 22.4%          | 23.6%        |
| 평균 시청률 | 평균 시청률 | 17.7%          | 19.0%        | 19.6%          | 21.4%        |

## 수상
- 2016년 제29회 그리메상 드라마부문 최우수작품상 - 이진석, 손일송
- 2016년 제29회 그리메상 최우수 여자 연기자상 - 유이
- 2016년 MBC 연기대상 특별기획 부문 남자 최우수연기상 - 이서진
- 2016년 MBC 연기대상 특별기획 부문 여자 최우수연기상 - 유이
- 2016년 MBC 연기대상 특별기획 부문 여자 황금연기상 - 이휘향

## 동시간대 드라마
- 미세스 캅 2 (SBS, 2016년 3월 5일 ~ 2016년 5월 8일)
- 장영실 (KBS 1TV, 2016년 1월 2일 ~ 2016년 3월 27일)

## 기타
- 2016년 12월 열린 제 29회 한국방송작가상 드라마 부문 최종 후보에 올랐으나 깊은 우물에서 길어 올린 정갈한 물처럼 언어를 다루고 인간을 그리는 모습이 정성스럽다는 상투적인 설정에서 아쉽다는 지적을 받아[7] 탈락했다.